# Caroline de Hesse-Darmstadt
Caroline de Hesse-Darmstadt (2 mars 1746, Bouxwiller – 18 septembre 1821, Hombourg) est une aristocrate allemande. 

## Biographie
Elle est la fille aînée de Louis IX de Hesse-Darmstadt et de son épouse Caroline de Palatinat-Deux-Ponts-Birkenfeld. Elle épouse Frédéric V de Hesse-Hombourg le 27 septembre 1768.
Ils ont :
- Frédéric VI de Hesse-Hombourg (1769-1829), marié à Élisabeth de Hanovre (1770-1840) ;
- Louis-Guillaume de Hesse-Hombourg (1770-1839), marié à la princesse Augusta de Nassau-Usingen (1778-1846), divorcé en 1805 ;
- Caroline de Hesse-Hombourg (1771-1854), épousa le prince Louis-Frédéric II de Schwarzbourg-Rudolstadt (1767-1807) ;
- Louise-Ulrike (de) (1772-1854), épousa le prince Charles-Gonthier de Schwarzbourg-Rudolstadt (de) (1771-1825) ;
- Amélie de Hesse-Hombourg (1774-1846), épouse Frédéric d'Anhalt-Dessau (1769-1814) ;
- Augusta (1776-1871), épouse Frédéric-Louis de Mecklembourg-Schwerin (1778-1819) ;
- Philippe de Hesse-Hombourg (1779-1846), marié à Rosalie Antonie Pototschnig, comtesse de Naumburg, baronne Schimmelpfennig von der Oye (de) (1806-1845) ;
- Gustave de Hesse-Hombourg (1781-1848), marié à la princesse Louise d'Anhalt-Dessau (1798-1858) ;
- Ferdinand de Hesse-Hombourg (1783-1866), dernier landgrave de Hesse-Hombourg ;
- Marie-Anne-Amélie de Hesse-Hombourg (1785-1846), épousa Guillaume de Prusse (1783-1851) ;
- Léopold de Hesse-Hombourg (1787-1813), tombé à la bataille de Lützen.